# Charles Spencer, 6:e earl Spencer
Charles Spencer, 6:e earl Spencer, född den 30 oktober 1857 i London, död den 26 september 1922 på sitt fädernegods Althorp, var en brittisk earl, son till Frederick Spencer, 4:e earl Spencer i hans andra äktenskap med Adelaide Seymour (1825-1877).
Charles Spencer studerade vid Harrow och Trinity College i Cambridge. Han fungerade som parlamentsledamot (MP) från 1880-1895 och igen 1900-1905. 1892 utnämndes han till medlem av the Privy Council och 1913 mottog han Strumpebandsorden av Georg V av Storbritannien. Han efterträdde 1910 sin äldre halvbror som earl Spencer.
Han gifte sig 1887 i London med Margaret Baring (1868-1906) av den kända bankirfamiljen. De fick tre döttrar och tre söner, däribland:
- Albert Spencer, 7:e earl Spencer (1892-1975)

### Fotnoter
1. 1 2  SNAC, SNAC Ark-ID: w6z90dfd, läs online, läst: 9 oktober 2017.[källa från Wikidata]
2. 1 2  Darryl Roger Lundy, The Peerage, The Peerage person-ID: p10105.htm#i101043, läst: 9 oktober 2017.[källa från Wikidata]
3. 1 2  Leo van de Pas, Genealogics, 2003, genealogics.org person-ID: I00011569, läs online och läs online.[källa från Wikidata]
4. ↑  Cambridge alumn-ID: SPNR877CR.[källa från Wikidata]
5. 1 2 3 4 5  Hansard 1803–2005.[källa från Wikidata]
6. 1 2 3 4  Kindred Britain, läs online.[källa från Wikidata]
7. ↑  The Peerage person-ID: p10105.htm#i101043, läst: 7 augusti 2020.[källa från Wikidata]
8. 1 2 3 4  Darryl Roger Lundy, The Peerage.[källa från Wikidata]